# バンコク・プーケット病院
バンコク・プーケット病院（Bangkok Hospital Phuket）は、タイにあるバンコク・ドゥシット・メディカル・サービシーズが経営を行うバンコク病院グループ系列の総合病院の一つである。バンコク病院プーケットとも記述される。

## 概略
タイ南部アンダマン海に浮かぶプーケット島で1993年7月からバンコク・ドゥシット・メディカル・サービシーズ、アヌパート＆サンズ社（Anuphas & Sons Co., Ltd.）と地元投資化の合弁事業として病院建設がはじまり、1995年5月22日に開院した。治療医療だけではなく予防医療も重視しており、さまざまな社会階層の患者を対象にした多様な健康診断パッケージを提供している。富裕層向けの"ラクシャリー・ケア・プログラム"から一般向けの基本的な健康診断パッケージ"ウエルネスプラスプログラム"まである。2008 年現在、200 床のベッド数、1,000人の外来に対応できる機能を持つ。国際病院棟、手術室5室、集中治療室11室、CCU8室を内部施設として有する。さらにホテルやリゾートなどと強い連携があり、現在プーケット周辺に9箇所の診療所を開設している。

## 国際対応
国際的な観光地プーケットのニーズに応えるべく常勤医師は全員英語対応可能とし、各国言語の通訳者を常勤化しており、現在では英語と日本語を含む多言語に対応としている。安全面の確保、高水準技術の維持・導入に常に配慮し、タイの医療ツーリズムの拠点病院として機能している。